# ユーグ2世 (ブロワ伯)
ユーグ2世（フランス語：Hugues II, 1258年4月9日 - 1307年）は、サン＝ポル伯（在位：1289年 - 1292年）のちブロワ伯（在位：1292年 - 1307年）。

## 生涯

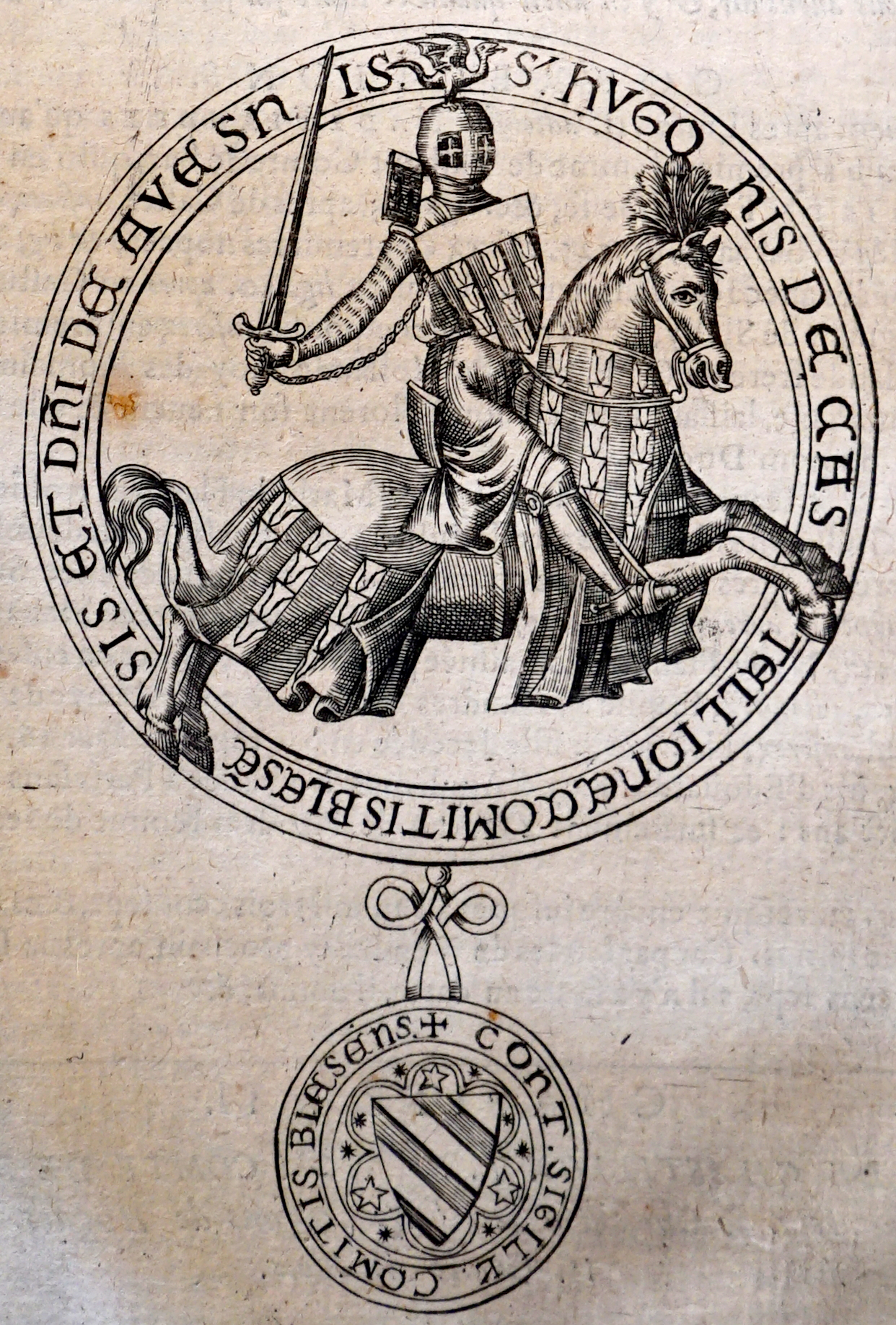
ユーグ2世のシール

ユーグ2世はサン＝ポル伯ギー3世とマティルド・ド・ブラバンの息子である。1289年に父の死によりサン＝ポル伯位を継承した。1292年に従姉妹でブロワ女伯であったジャンヌが死去、ユーグ2世がブロワ伯位を継承し、弟ギー4世がサン＝ポル伯となった。
1287年頃、フランドル伯ギーとイザベラ・フォン・ルクセンブルクの娘ベアトリスと結婚し、2人の息子をもうけた。
- ギー1世（1298年以前 - 1342年） - ブロワ伯
- ジャン（1329年没） - シャトー＝ルノー領主